# Nowe Chrusty
Nowe Chrusty – wieś w Polsce położona w województwie łódzkim, w powiecie tomaszowskim, w gminie Rokiciny.
W latach 1954–1972 wieś należała i była siedzibą władz gromady Nowe Chrusty. W latach 1975–1998 miejscowość administracyjnie należała do województwa piotrkowskiego.
W Nowych Chrustach znajduje się przystanek kolejowy Chrusty Nowe na linii kolejowej nr 1 z Warszawy Zachodniej do Katowic.